# Руденко, Людмила Владимировна
Людми́ла Влади́мировна Руде́нко (27 июля 1904, Лубны, Полтавская губерния, Российская империя — 26 февраля 1986, Ленинград, СССР) — советская шахматистка. Вторая в истории шахмат чемпионка мира (1950—1953); международный гроссмейстер (1976), международный мастер среди мужчин (1950), заслуженный мастер спорта СССР (1953).

## Ранние годы
Родилась в 1904 году в Лубнах (Полтавская губерния).
Первые уроки шахмат получила от отца в 10-летнем возрасте в Николаеве, однако первым серьёзным увлечением стало плавание. В 1921 г. переехала в Одессу, где получила образование экономиста. В 1925 году стала чемпионкой Одессы в плавании на 400 м брассом. Начала работать экономистом, играя в шахматы в виде хобби с 1914 г.

## Шахматная карьера

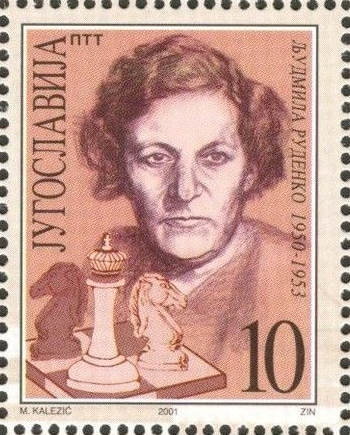
Людмила Руденко на югославской почтовой марке, 2001 года

В 1925 году переехала из Одессы в Москву. Её первое выступление в турнире шахматисток, организованном газетой «Комсомольская правда» в 1926 году, было неудачным, она заняла одно из последних мест. В 1927 году получила право представлять столицу на первом женском чемпионате СССР. В этом соревновании заняла пятое место.
Большого успеха Руденко добилась в 1928 году, став чемпионкой Москвы. В первенстве столицы она выиграла все двенадцать партий.
С 1929 года жила в Ленинграде. Здесь под руководством П. Романовского и А. Толуша сложился комбинационный стиль игры Руденко. Восемь раз становилась чемпионкой Ленинграда на протяжении более 35 лет — с 1932 по 1968 гг., с хорошими результатами выступала в семнадцати первенствах СССР.
Во время Великой Отечественной войны эвакуировалась в Уфу и работала инженером-экономистом на Уфимском моторостроительном заводе.
В 1946 году участвовала в радиоматче СССР — Великобритания.
В женском шахматном чемпионате мира (Москва, 1949/50) Руденко заняла первое место, набрав 11,5 очков из 15, и завоевала в январе 1950 г. золотую медаль чемпионки мира, став второй женщиной-чемпионкой мира после Веры Менчик (1906—1944).
Через два года чемпионка мира стала и чемпионкой СССР, победив на XII женском первенстве страны (Тбилиси, 1952). Серебро брала четырежды — в 1936, 1945, 1947 и 1953 годах.
В 1953 году сыграла матч на первенство мира с другой советской шахматисткой Елизаветой Быковой (1913—1989). Победила Быкова с результатом +7−5=2.
Участница 1-го и 16 других чемпионатов страны; лучшие результаты: 1952— 1-е м.; 1936, 1945, 1947/48 и 1953 — 2-е м. Чемпионка Москвы (1928), Ленинграда (1932, 1936, 1947, 1957, 1958, 1962, 1963 и 1968), спортобществ «Спартак» (1937) и «Зенит» (1954), открытых первенств Узбекской ССР (1955) и УССР (1956). Участница ряда международных матчей, в том числе радиоматча СССР — Великобритания (1946), матчей СССР — ЧССР (1954), Ленинград — Будапешт (1957).
Умерла в 1986 году. Похоронена на Южном кладбище.

## Спасение детей
В июле 1941 года завод, на котором работала Руденко, был спешно эвакуирован в Уфу, при этом дети рабочих остались в городе. Когда стало понятно, что блокада города неизбежна, Руденко вернулась в Ленинград и организовала специальный поезд, который вывез детей в Уфу. Именно этот поступок Людмила Руденко называла своим самым главным достижением в жизни.

## Память
- В 2015 году была включена в Мировой зал славы шахмат[2].
- 27 июля 2018 года компания Google отметила день рождения Руденко специальной тематической заставкой[2][3][4].
- В 2024 году была издана первая книга о Людмиле Руденко: Суханицкий, Станислав Станиславович «Людмила Вторая» — Варшава, издательство «Пенелопа» — 266 с. — 120 экз. — ISBN 978-83-971846-3-3[5].

## Награды
- Орден «Знак Почёта» (27.04.1957) — «за успехи, достигнутые в деле развития массового физкультурного движения в стране, повышения мастерства советских спортсменов, и успешное выступление на международных соревнованиях